# Zwartnekwever
De zwartnekwever (Ploceus nigricollis) is een zangvogel uit de familie Ploceidae (wevers en verwanten) die voorkomt in grote delen van Afrika. De vogel werd in 1805 door Louis Jean Pierre Vieillot als Malimbus nigricollis beschreven.

## Herkenning
De vogel is 15 tot 17 cm lang en weegt 21 tot 30 gram. Het mannetje van de nominaat  is van onder geel en merendeels zwart en bruin van boven. Opvallend is de koptekening, waarbij het voorhoofd en de kruin en de nek oranjebruin gekleurd zijn met een zwart "masker" rond het oog, uitlopend op een zwarte bef. Het vrouwtje lijkt op het mannetje, maar heeft een zwarte kruin met daaronder een duidelijke gele wenkbrauwstreep en een zwarte oogstreep. P. n. melanoxanthus wijkt qua koptekening sterk af. Zowel mannetje als vrouwtje hebben geen oranjebruin maar een smalle zwarte bef, oogstreep en nek.

## Verspreiding en leefgebied
Deze soort telt twee ondersoorten:
- P. n. nigricollis: van oostelijk Kameroen tot zuidelijk Soedan, westelijk Kenia, noordwestelijk Tanzania, zuidelijk Congo-Kinshasa en Angola en het eiland Bioko.
- P. n. melanoxanthus: van zuidelijk Ethiopië en zuidelijk Somalië tot centraal en oostelijk Kenia en noordoostelijk Tanzania.

Het leefgebied bestaat uit verschillende landschapstypen met bos, zowel bossavanne en bosranden van goed ontwikkeld bos maar ook tuinen, oliepalmplantages en mangrove. De vogel past zich snel aan als ergens door aanplant bos ontstaat. De vogel komt ook voor in bergachtig gebied tot op 1800 m boven de zeespiegel. De ondersoort P. n. melanoxanthus heeft een voorkeur voor meer droge, lager gelegen gebieden.

## Status
De grootte van de populatie is niet gekwantificeerd. Vooral in het westen van het verspreidingsgebied is het een algemene vogel; men veronderstelt dat de soort in aantal stabiel is. Om deze redenen staat de zwartnekwever als niet bedreigd op de Rode Lijst van de IUCN.